# Ким Бејсингер
Кимила Ен Бејсингер (енгл. Kimila Ann Basinger) америчка је филмска глумица њемачког, ирског, шведског и чероки порекла. Рођена је 8. децембра 1953. године у Атенсу у Џорџији. Добитница је више награда, међу којима је и Оскар за споредну улогу у филму Поверљиво из Л. А..

## Биографија
Рођена је као треће дете џез музичара и пливачице. Још од детињства је говорила да ће бити глумица. У шеснаестој години је победила на Miss Junior изводећи песму из мјузикла My Fair Lady. Почетком седамдесетих одлази у Њујорк где почиње радити као модел у Ford Modeling Agency. Између снимања и ревија похађала је часове глуме, а у разним клубовима је наступа под псеудонимом Челси. После тога се сели у Лос Анђелес и глуми у серијама као што су: Чарлијеви анђели и Six Million Dollar Man. Њена прва филмска улога је била у филму Hard Country. Пажњу на себе је привукла кад се сликала за Плејбој (1983), а убрзо затим добија улогу Бондове девојке у филму „Никад не реци никад“ са Шоном Конеријем. Након тога је глумила са Бертом Рејнолдсом и Робертом Редфордом и у еротском трилеру „9 1/2 недеља“ са Микијем Рорком. Након филма Бетмен снимала је све горе филмове, а одбила је улогу у филму Ниске страсти, који је касније постао прави филмски хит. Касније су уследиле кризе и у приватном животу, и промашена инвестиција од 20 милиона долара у куповину градића Браселтона. У то време улази у брак са Алеком Болдвином, са којим добија једну кћерку. Након рођења њихове кћерке, почиње да пати од агорафобије и повлачи се из јавног живота, све до улоге у филму Поверљиво из Л. А. (1997) за којег је добила Оскара. Захваљујући тој улози постаје једна од најплаћенијих глумица Холивуда, али касније се поново повлачи и брак са Болдвином се распада.

## Награде
- Добитница Оскара као најбоља споредна глумица за филм Поверљиво из Л. А.

## Филмографија
| Улоге Ким Бејсингер |                           |                       |                 |          |
| Година              | Српски назив              | Изворни назив         | Улога           | Напомена |
| 1981.               |                           |                       |                 |          |
| 1982.               |                           |                       |                 |          |
| 1983.               | Никад не реци никад       | Never Say Never Again | Домино Петачи   |          |
| 1983.               |                           |                       |                 |          |
| 1984.               |                           |                       |                 |          |
| 1985.               |                           |                       |                 |          |
| 1986.               | 9 1/2 недеља              |                       | Елизабет Мекгро |          |
| 1986.               | Без милости               |                       | Мишел Дивал     |          |
| 1987.               | Састанак са непознатом    |                       | Надиа Гејтс     |          |
| 1987.               | Надин                     |                       | Надин Хајтауер  |          |
| 1988.               | Моја маћеха је ванземаљац |                       | Селест Мартин   |          |
| 1989.               | Бетмен                    |                       | Вики Вејл       |          |
| 1991.               | Човек за женидбу          |                       |                 |          |
| 1992.               | Коначна анализа           |                       | Хедер Еванс     |          |
| 1992.               | Кул свет                  |                       | Холи Вуд        |          |
| 1992.               | Права ствар               |                       | Керен Мекој     |          |
| 1993.               |                           |                       |                 |          |
| 1994.               |                           |                       |                 |          |
| 1994.               | Бекство                   |                       | Керол Мекој     |          |
| 1994.               |                           |                       |                 |          |
| 1997.               | Поверљиво из Л. А.        |                       | Лин Бракен      |          |
| 2000.               | Снови о Африци            |                       |                 |          |
| 2000.               |                           |                       |                 |          |
| 2002.               | 8 миља                    |                       |                 |          |
| 2002.               | Људи које знам            |                       |                 |          |
| 2004.               | Врата у поду              |                       |                 |          |
| 2004.               | Елвис (ни)је ту           |                       | Хармони Џонс    |          |
| 2004.               | Мобилни                   |                       |                 |          |
| 2005.               |                           |                       |                 |          |
| 2006.               | Стражар                   |                       |                 |          |
| 2010.               | Чарли Сент Клауд          |                       | Клер Сент Клауд |          |

### Познати глумци са којим је сарађивала
- Шон Конери (Никад не реци никад)
- Роберт Редфорд (The Natural)
- Ричард Гир (No Mercy, Final Analysis)
- Брус Вилис (Blind Date)
- Џек Николсон (Бетмен)
- Бред Пит (Cool World)
- Алек Болдвин (The Getaway)
- Софија Лорен (Prêt-à-Porter)
- Џулија Робертс (Prêt-à-Porter)
- Тим Робинс (Prêt-à-Porter)
- Расел Кроу (Поверљиво из Л. А.)
- Еминем (8 миља)
- Мајкл Даглас (The Sentinel)